# Charlemagne: By the Sword and the Cross
Charlemagne: By the Sword and the Cross — концептуальный альбом в стиле симфоник-метал, выпущенный в 2010 году актёром Кристофером Ли.

## Об альбоме
В Charlemagne: By the Sword and the Cross рассказывается история первого императора Запада — короля франков Карла Великого.
Над альбомом работали музыканты Tolkien Ensemble из Дании — оркестр из 100 человек, а также две метал-группы — Manowar и Rhapsody of Fire, и множество приглашённых вокалистов, играющих различные роли.

## Реакция критиков
14 июня 2010 года Кристофер Ли оказался среди обладателей премий журнала Metal Hammer, получившего её за вклад в сохранение и развитие «особого духа Metal Hammer».

## Список композиций
1. «Overture» — 2:53
2. Act I:
  1. «Intro» — 1:34
  2. «King of the Franks» — 7:14
3. Act II:
  1. «Intro» — 1:46
  2. «The Iron Crown of Lombardy» — 8:12
4. Act III:
  1. «Intro» — 3:26
  2. «The Bloody Verdict of Verden» — 6:16
5. Act IV:
  1. «Intro» — 2:31
  2. «The Age of Oneness Out of Diversity» — 6:07
6. Act V:
  1. «Intro» — 2:09
  2. Starlight — 4:40
7. «Finale» — 3:57
8. «Iberia» — 5:10
9. «The Bloody Verdict of Verden» (Instrumental) — 6:20